# Michael Färber (General)
Michael Heinz Färber (* 19. Februar 1960 in Soltau) ist ein Generalmajor außer Dienst des Heeres der Bundeswehr. Er war in letzter Verwendung Abteilungsleiter Planung und Digitalisierung im Kommando Cyber- und Informationsraum.

## Militärische Laufbahn

### Ausbildung und erste Verwendungen
Färber begann seine Laufbahn am 3. Juli 1978 als Offizieranwärter in der Panzertruppe. Es folgte ein Studium der Elektrotechnik von 1979 bis 1983 an der Hochschule der Bundeswehr Hamburg. Nach Truppenverwendungen kehrte Färber an die Hochschule zurück, um dort als wissenschaftlicher Mitarbeiter 1992 zum Doktoringenieur zu promovieren.

### Generalstabsausbildung und Dienst als Stabsoffizier
Nach der Teilnahme am 35. Generalstabslehrgang Heer an der Führungsakademie der Bundeswehr 1992 bis 1994 in Hamburg, wo er zum Offizier im Generalstabsdienst ausgebildet wurde, absolvierte Färber noch den französischen Generalstabslehrgang. Von 1998 bis 2001 war er beim Supreme Headquarters Allied Powers Europe der NATO im Joint Operations Center und beim Chef des Stabes General Dieter Stöckmann tätig. Von 2001 bis 2003 war er Bataillonskommandeur des Panzerlehrbataillons 93 in Munster. Ab 2003 folgte die erste ministerielle Verwendung als Grundsatzreferent im IT-Stab (IT 5 / Anwendungen zu Führungsunterstützung) im Bundesministerium der Verteidigung (BMVg). Nach weiteren Verwendungen im Streitkräfteunterstützungskommando kehrte Färber ins BMVg zurück und übernahm das Referat Integrierte Fähigkeitsanalyse im Führungsstab der Streitkräfte. Mit der Neuorganisation des BMVg 2012 wechselte er in die Abteilung Planung als Referatsleiter II 2.

### Generalsverwendungen
Vom 1. Januar 2013 bis zum 6. Oktober 2016 war Färber stellvertretender Kommandeur des Führungsunterstützungskommandos der Bundeswehr (FüUstgKdoBw), welches zum 1. Juli 2017 in Kommando Informationstechnik der Bundeswehr (KdoITBw) umbenannt wurde. Am 6. Oktober 2016 übernahm er den Posten des Unterabteilungsleiters I in der neu aufgestellten Abteilung Cyber- und Informationstechnik (CIT) im Bundesministerium der Verteidigung. Ab 1. Januar 2018 war Färber Stellvertreter des Abteilungsleiters dieser Abteilung. Am 27. März 2019 wurde Färber Kommandeur des Kommandos Informationstechnik der Bundeswehr in Bonn. Stand April 2023 ist er Abteilungsleiter Planung und Digitalisierung im Kommando Cyber- und Informationsraum. Färber trat zum 30. September 2024 nach 46 Dienstjahren in den Ruhestand.

## Privates
Färber ist verheiratet und hat zwei Kinder.